# Nieuport-Delage NiD 29

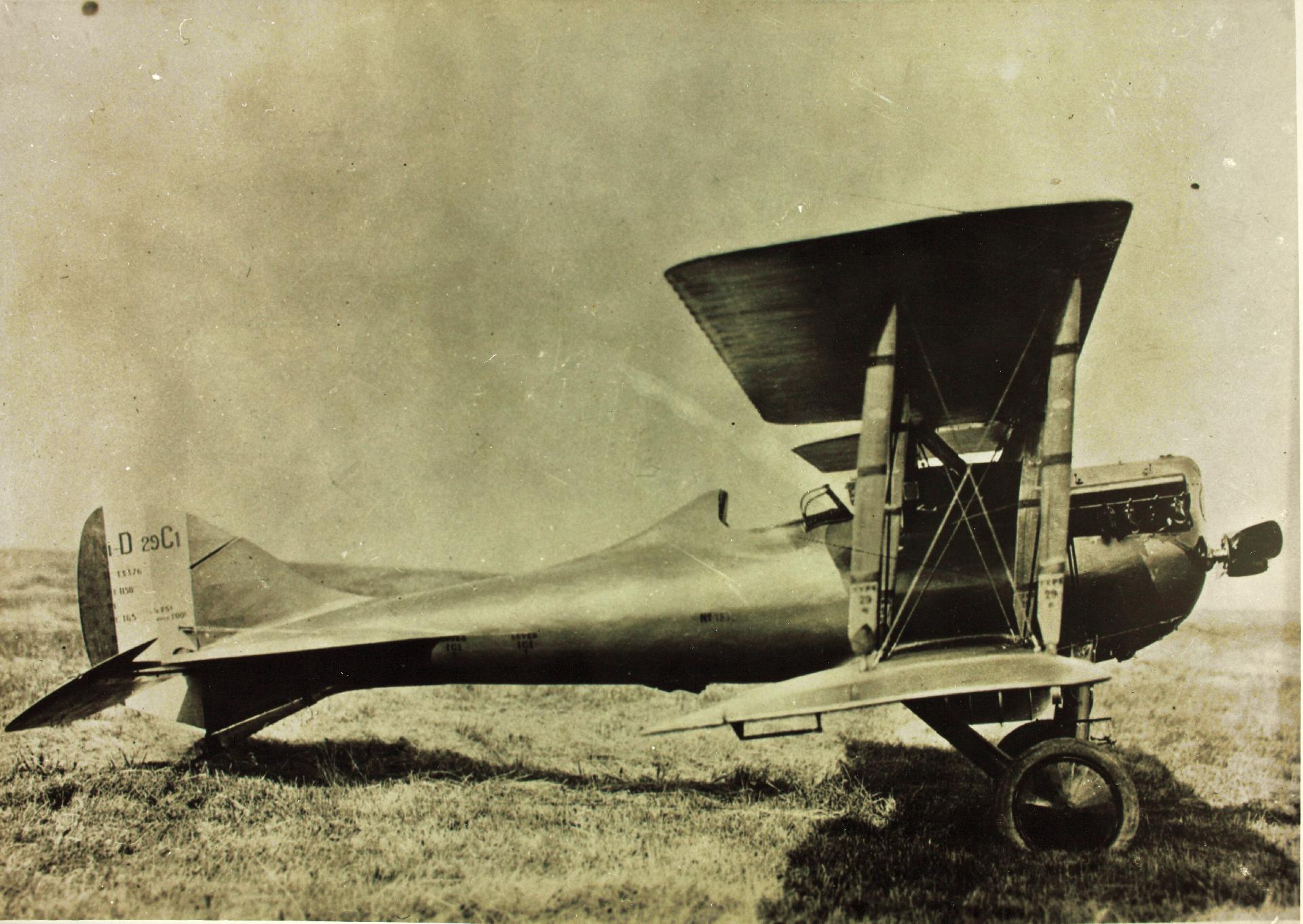
Nieuport-Delage NiD.29 gevechtsvliegtuig

De Nieuport-Delage NiD 29 was een jachtvliegtuig ontworpen voor de Franse luchtmacht. De dubbeldekker werd geproduceerd  door de Franse vliegtuigbouwer Nieuport-Delage. De eerste vlucht vond plaats in 1918.
Het prototype werd in juli 1918 getest door het Franse leger en het toestel voldeed goed. Alleen de gevraagde plafondhoogte werd niet gehaald. De fabriek heeft toen de spanwijdte iets vergroot, waarmee dit probleem was opgelost. Toen de NiD 29 in 1920 volledig in productie werd genomen was dit het snelste gevechtstoestel in actieve dienst ter wereld. Het toestel heeft, naast Frankrijk, dienst gedaan in de legers van Argentinië, China, Japan, Thailand, België, Italië, Spanje en Zweden.

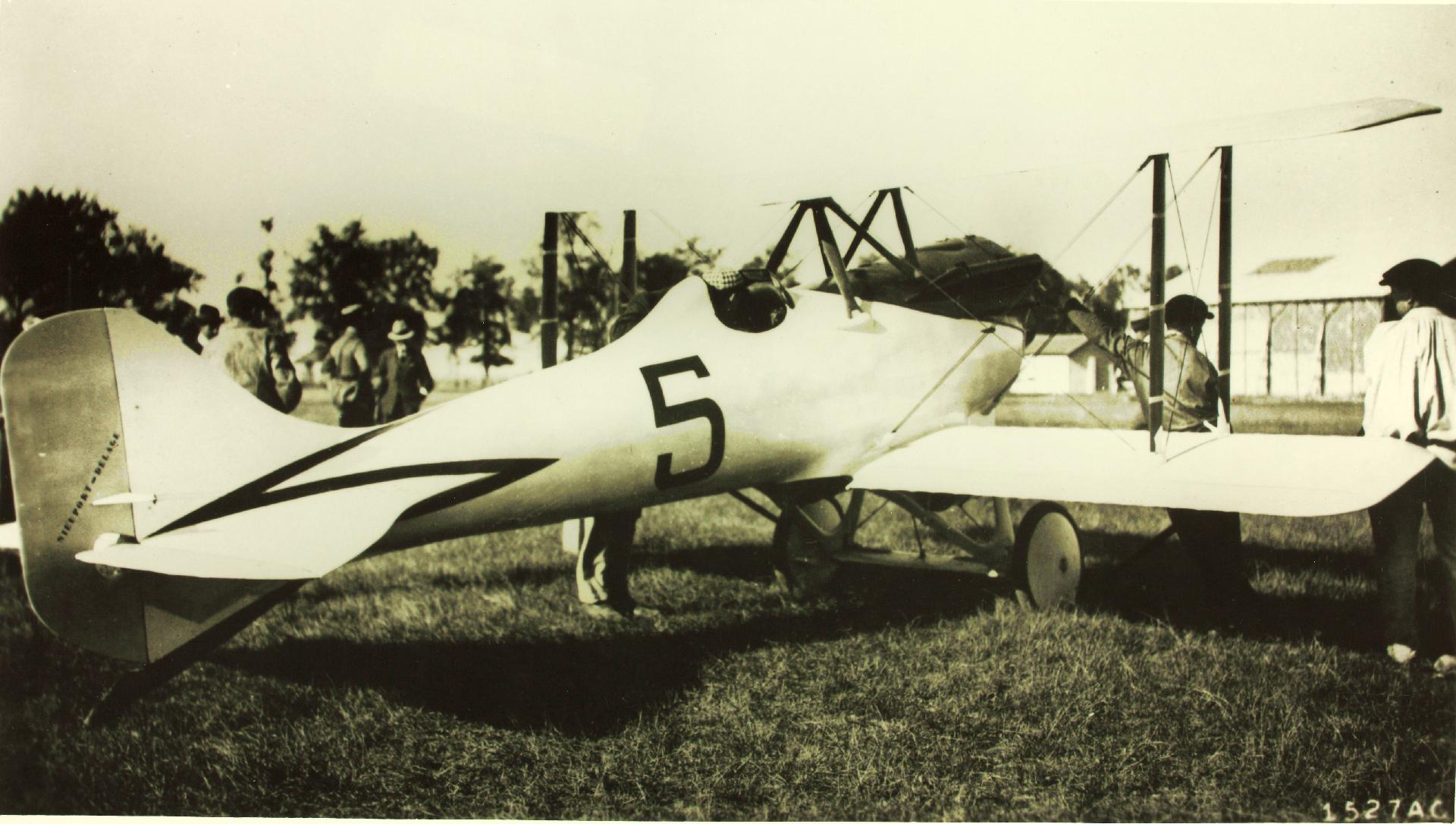
Speciale Nieuport-Delage 29V race-uitvoering

Speciaal ontwikkelde race-uitvoeringen van dit vliegtuig behaalden acht wereldsnelheidsrecords. Er werden overwinningen behaald in de Gordon Bennett Trophy in 1920 en de Coupe Deutsch de la Meurthe-competitie van 1922.

## Specificaties

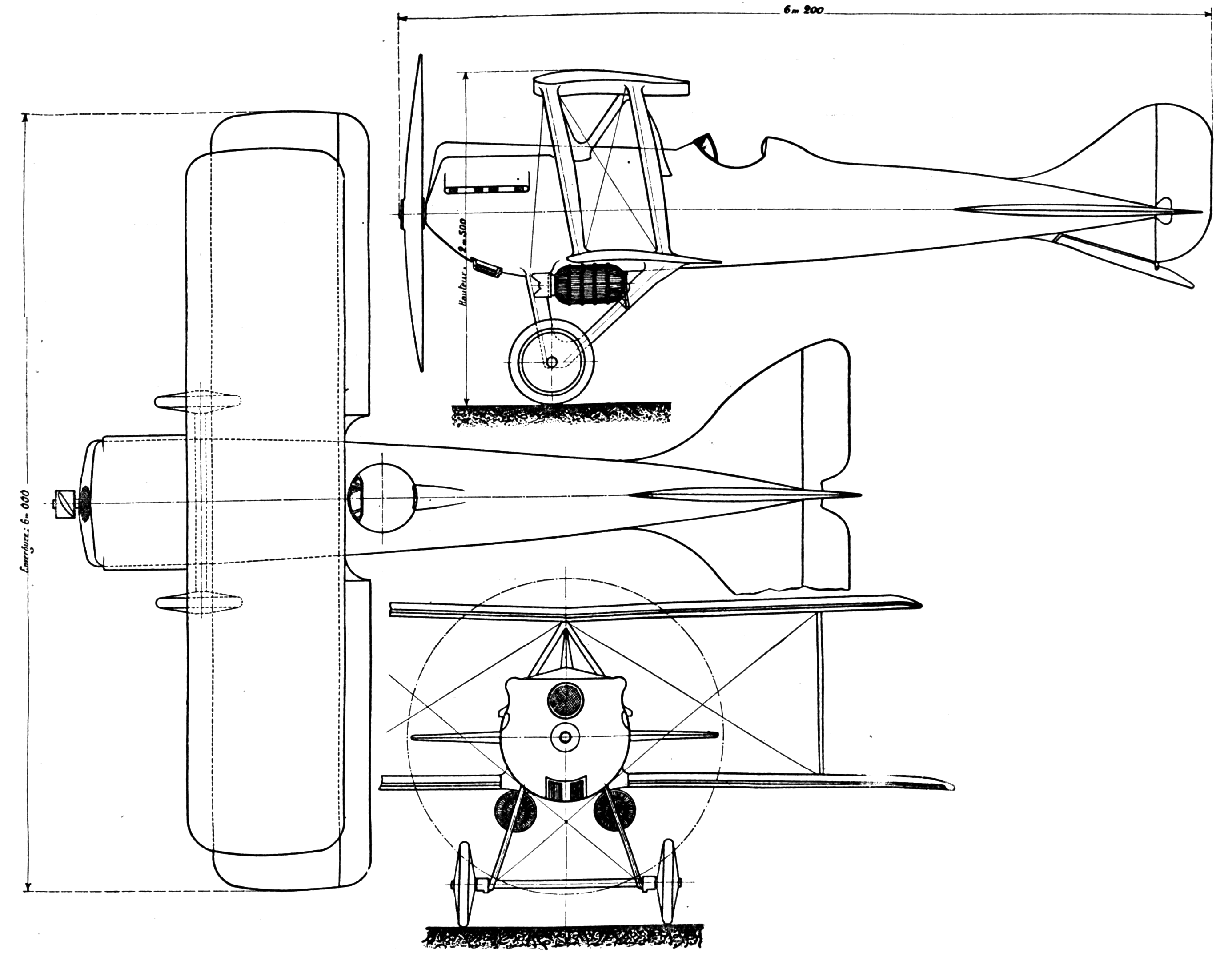
Nieuport-Delage NiD-29V ontwerptekening

- Type: Nieuport-Delage NiD 29 (ook bekend onder type: Nieuport 29C.1)
- Rol: jachtvliegtuig
- Bemanning: 1
- Lengte: 6,49 m
- Spanwijdte: 9,70 m
- Hoogte: 2,56
- Leeggewicht: 760 kg
- Maximum gewicht: 1150 kg
- Motor: 1× Hispano Suiza 8Fb watergekoelde V-8, 300 pk
- Propeller: tweeblads
- Eerste vlucht: 1918
- Aantal gebouwd: 1571

Prestaties
- Maximumsnelheid: 235 km/u
- Plafond: 8500 m
- Klimsnelheid: 6,06 m/s
- Vliegbereik: 580 km

Bewapening
- 2× 7,7mm-Vickers machinegeweer (vast gemonteerd, voorwaarts gericht)